# Gerhards Garten

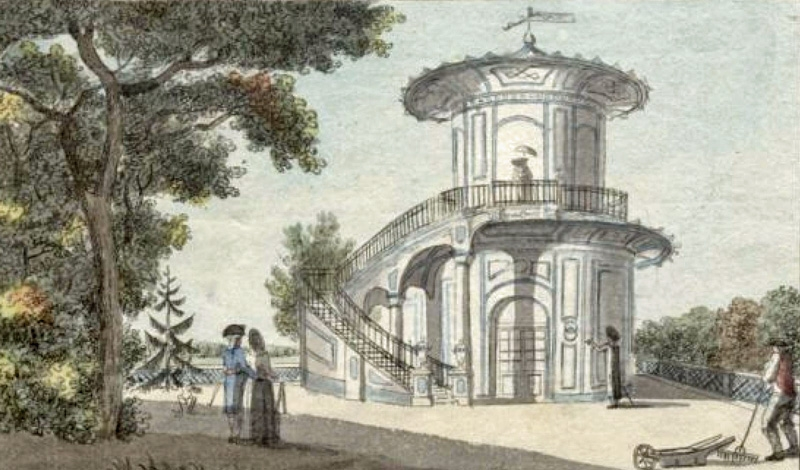
Japanischer Pavillon in ehemals Richters Garten

Gerhards Garten (vormals Richters Garten und danach Reichenbachs Garten) war eine über 150 Jahre bestehende Gartenanlage mit parkartigem Charakter in der westlichen Vorstadt des alten Leipzig.
Ein Leipziger Stadtführer von 1860 bemerkt dazu:

„Der Gerhard’sche Garten ist ebenso durch seine Schönheit wie durch geschichtliche Erinnerungen merkwürdig.“

## Lage
Der Garten schloss sich südöstlich an das Naundörfchen an. Seine Ost-West-Erstreckung reichte vom Pleißemühlgraben bis zur Weißen Elster. Nach Süden wurde er vom Diebesgraben begrenzt, hinter dem der Kleinbosische Garten lag. Nach Norden endete er, schmaler werdend, in einem zugehörigen kleinen Gut, das am Ranstädter Steinweg lag, später Kleine Funkenburg hieß und 1820 vom Garten getrennt verkauft wurde. Von der Stadt her führte eine Brücke vom Fleischerplatz über den Pleißemühlgraben in den Garten.
Auf die heutige Straßensituation bezogen, nahm der Garten den Bereich um die Lessingstraße und die Thomasiusstraße ein.

## Geschichte
Im Jahr 1740 vereinigte der Leipziger Handelsherr Johann Zacharias Richter zwei durch Kauf von den Vorbesitzern Weiße und Jäger erworbene Grundstücke und gestaltete sie zu einem parkartigen „teils im holländischen, teils im englischen Stil“ gehaltenen Garten um. Die Hauptallee führte von der Pleißemühlgrabenbrücke über die gesamte Gartenlänge bis zur Elster und wurde von Quergängen gekreuzt. In Höhe des zweiten Eingangs vom Naundörfchen her stand ein steinernes Gartenhaus, das spätere Herrenhaus, in dessen Saal Adam Friedrich Oeser 1767 ein Deckengemälde gestaltete. Weiter im Inneren des Gartens stand ein achteckiger Pavillon. Im hinteren Teil der Anlage befanden sich mehrere Teiche, die vom Diebesgraben gespeist wurden. Über dem Zuleitungskanal war ein Pavillon (das spätere Wasserhaus) erbaut. Höhepunkt des Gartens aber war im hinteren Teil ein japanischer Pavillon, über den es in einer Beschreibung der Stadt Leipzig von 1784 heißt:

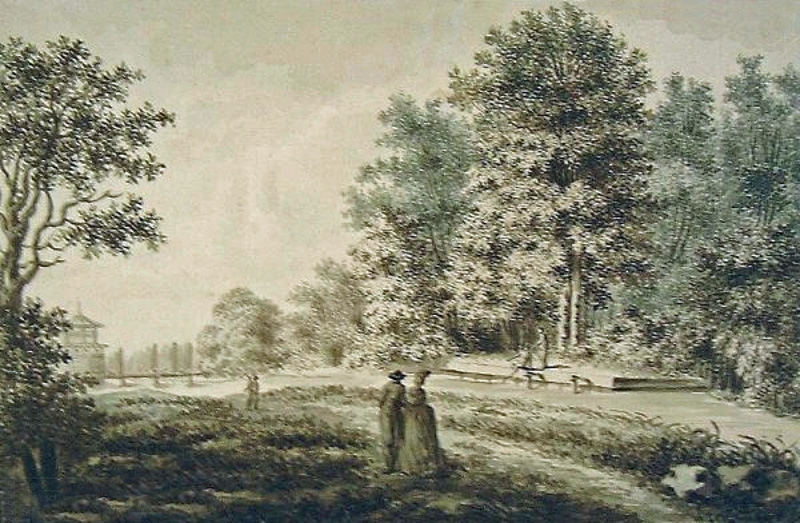
Partie in Richters Garten
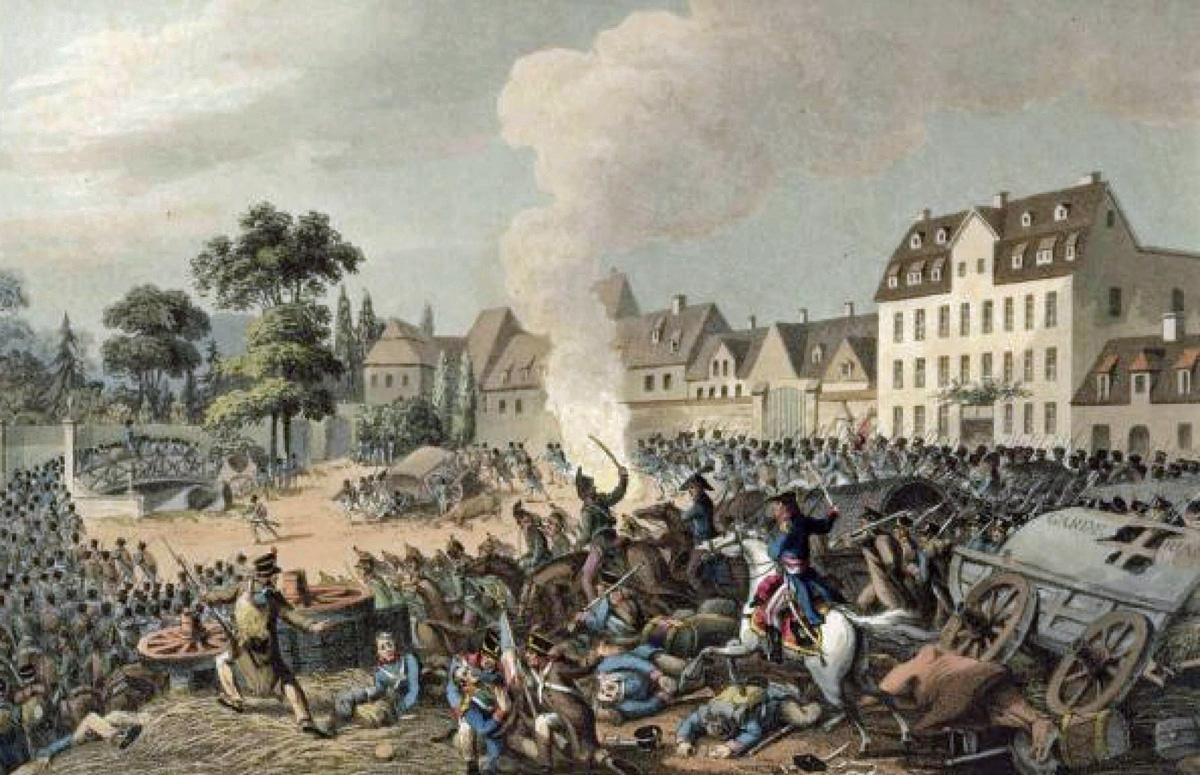
Flucht der Franzosen 1813 durch Richters Garten
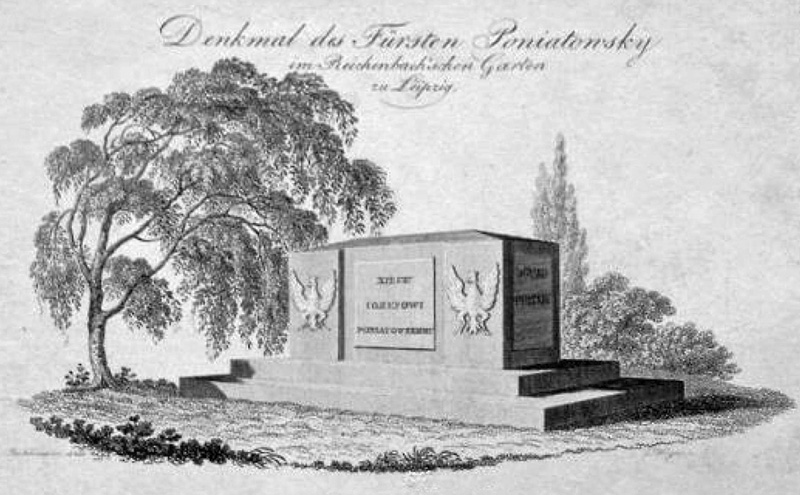
Das Poniatowski-Denkmal (Sarkophag) um 1830

„Er ist oval rund, zwey Geschoß hoch, und ganz mit Meißner Porzellan belegt. Das untere Gewölbe ist mit Erz, Muschelkalk und Glaskugeln sehr schön ausgelegt, und die Decke in Sinesischem Geschmacke gemalt. Eine Aussentreppe führt uns zu dem oberen Gestock, um welches ein Altan herumgeht, von da man die fürtreflichste Aussicht über die schönsten Wiesen und Wälder hat. Um das Dach herum sind Glöckgen und Hämmer angebracht, welche beym Winde eine sanfte Musik geben.“

In der Völkerschlacht bei Leipzig fiel der Garten der Verwüstung anheim, als der Rückzug eines Großteils der französischen Truppen am 19. Oktober 1813 über den Richterschen Garten versucht wurde, da die Elsterbrücke am Ranstädter Steinweg zu früh gesprengt wurde. Beim Versuch der Querung der hochwasserführenden Elster aus dem Richterschen Garten kam der in Napoleons Diensten stehende polnische Fürst Józef Antoni Poniatowski (1763–1813) ums Leben. Im Garten wurden daraufhin an der Unglücksstelle ein Gedenkstein und an anderer Stelle als Denkmal ein symbolischer Steinsarg aufgestellt. Während Letzterer nicht erhalten ist, wird die Stelle mit dem Gedenksteins nunmehr mit Poniatowskiplan bezeichnet.
1814 kaufte der Bankier Christian Wilhelm Reichenbach (1778–1858) den Garten, brachte ihn wieder in einen ansehenswerten Zustand. Treibhäuser mit seltenen Pflanzen und Volieren mit exotischen Vögeln erfreuten die Besucher. Noch aber war der Garten nicht öffentlich zugänglich, aber die Erlaubnis des Besitzers wohl leicht zu erhalten.

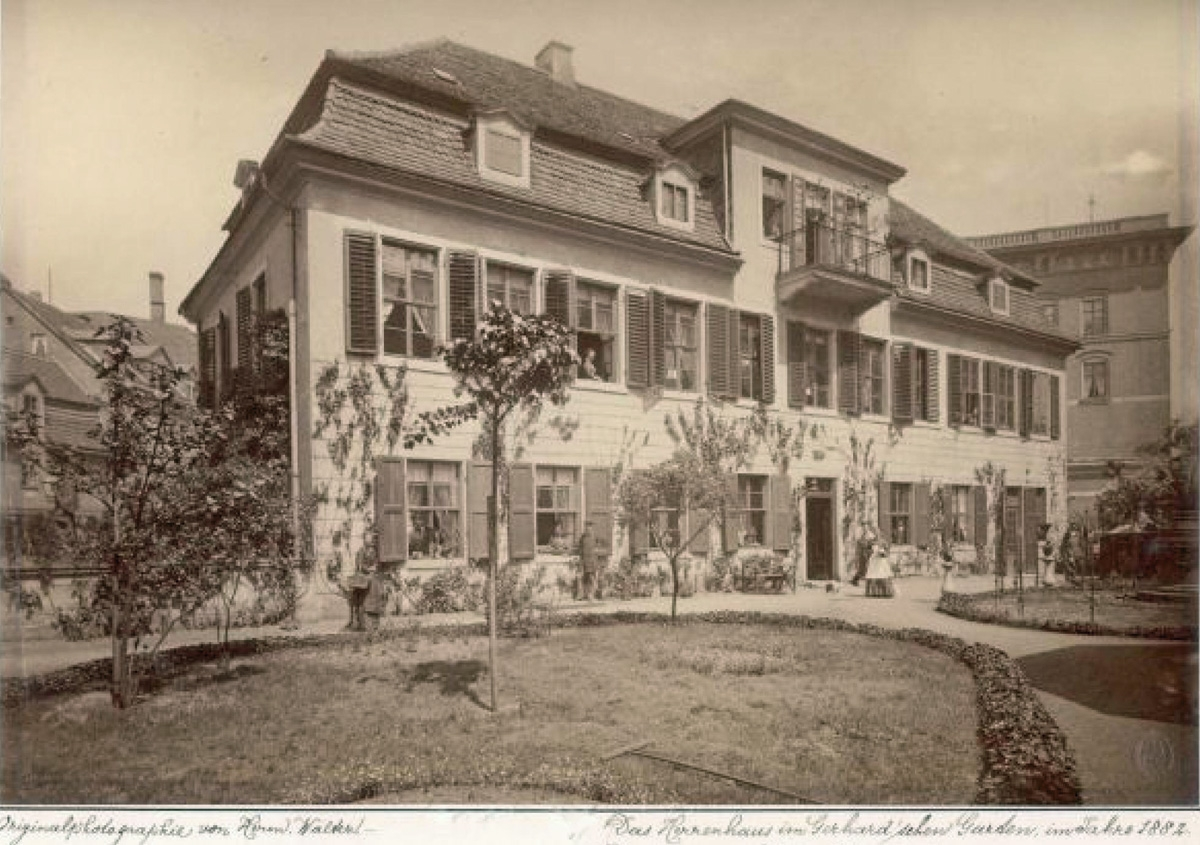
Gerhards Herrenhaus um 1870
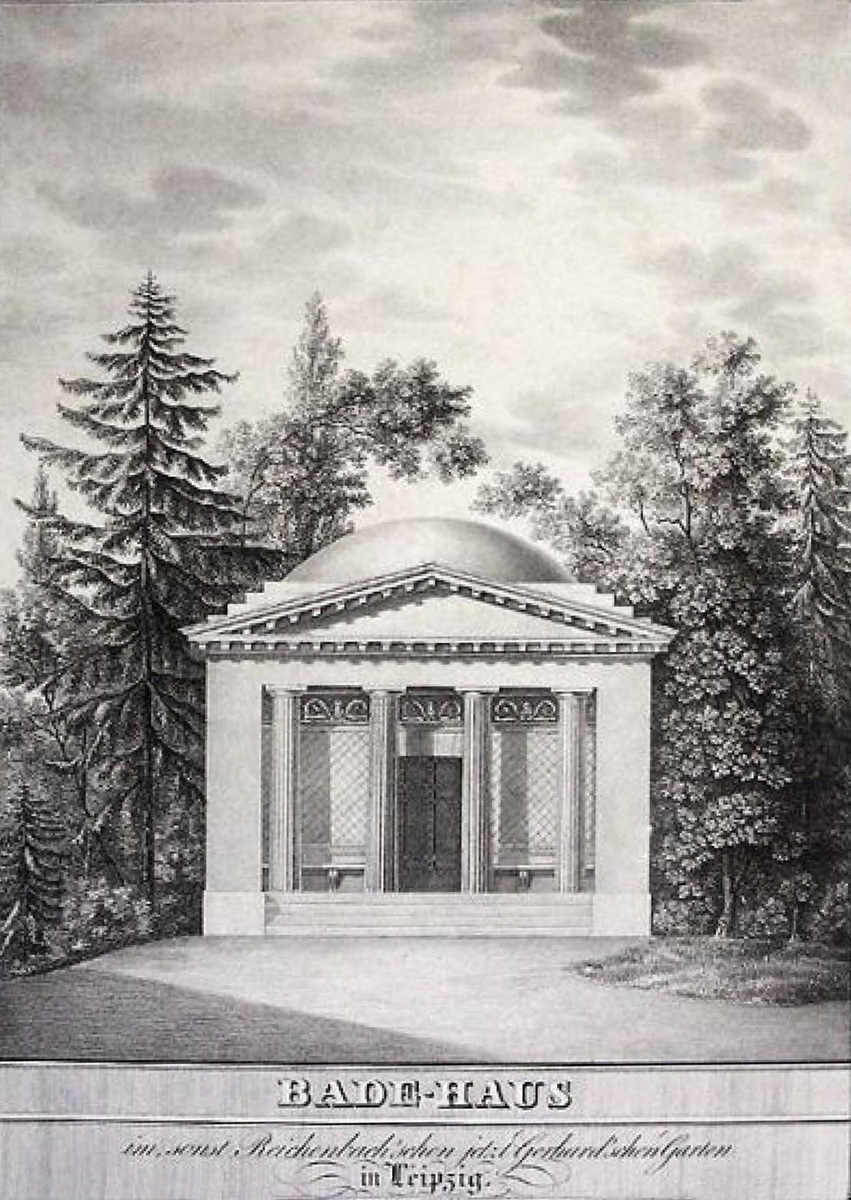
Das Badehaus
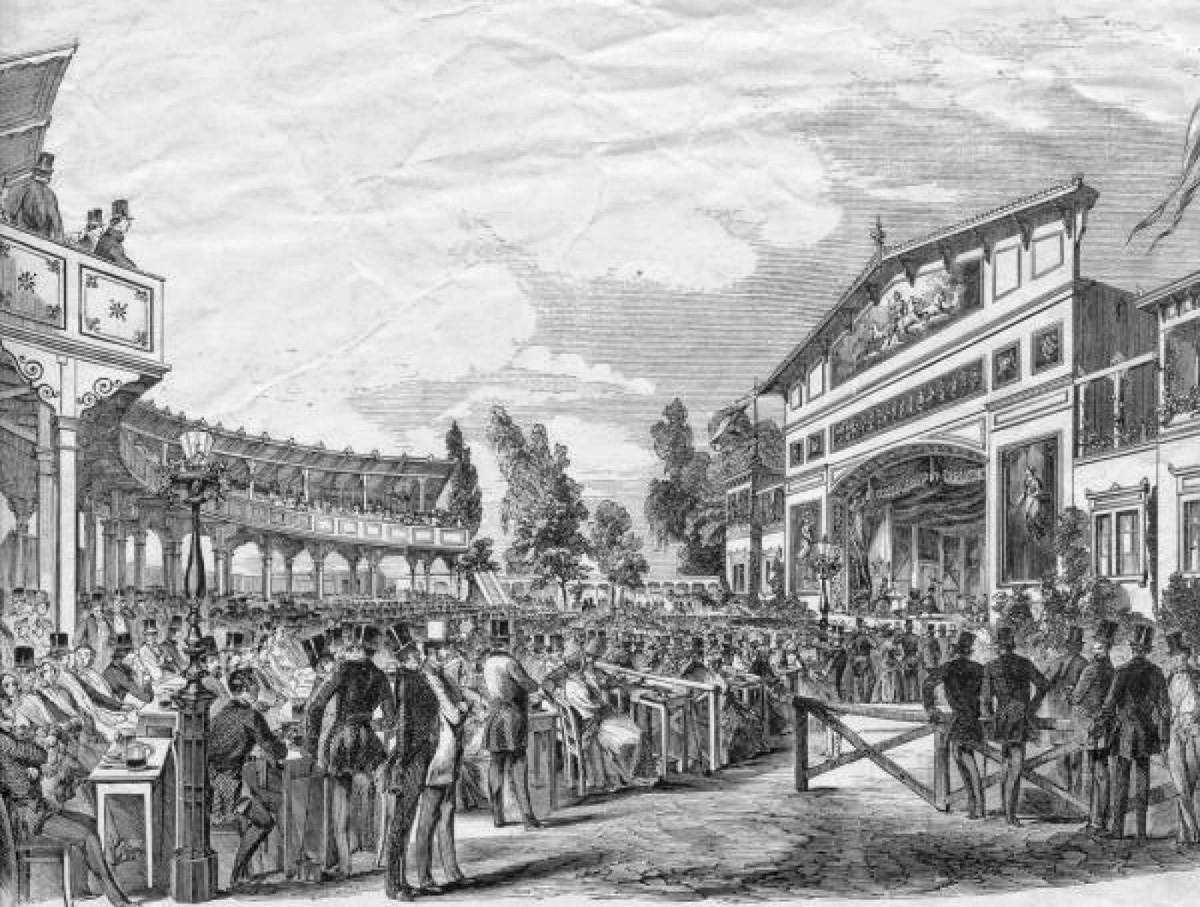
Das Sommertheater
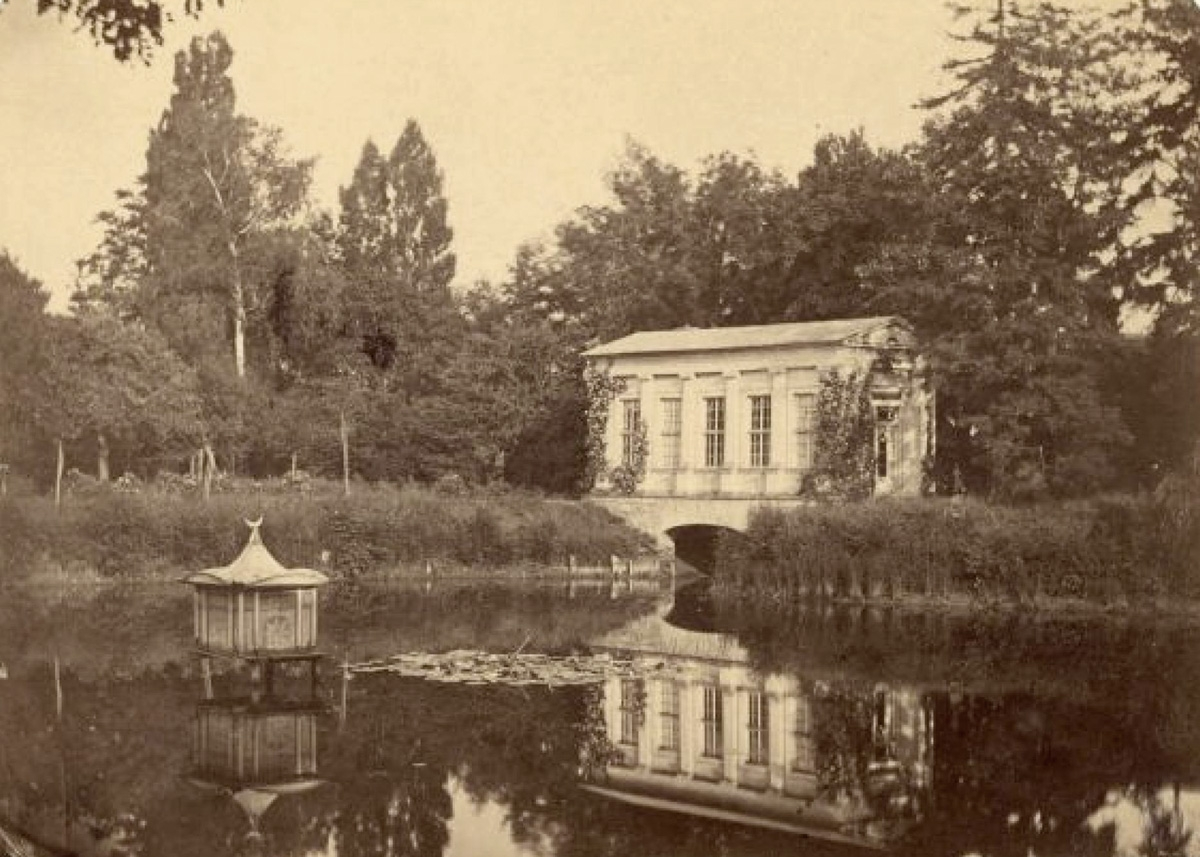
Das Wasserhaus
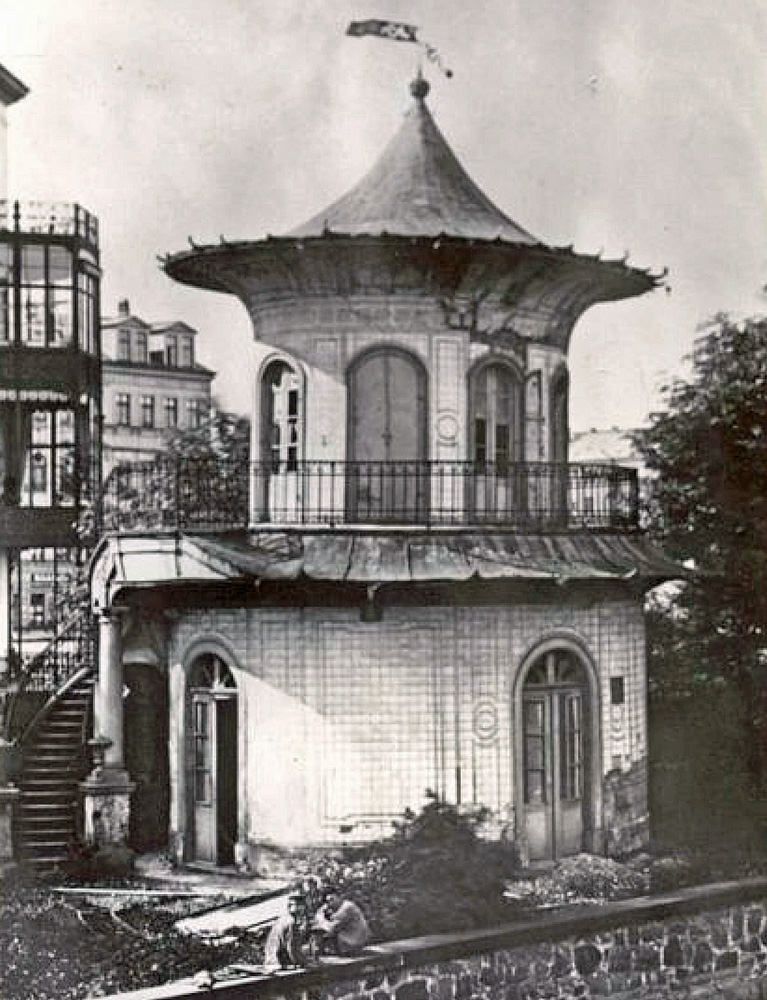
Der Japanische Pavillon kurz vor dem Abriss 1870
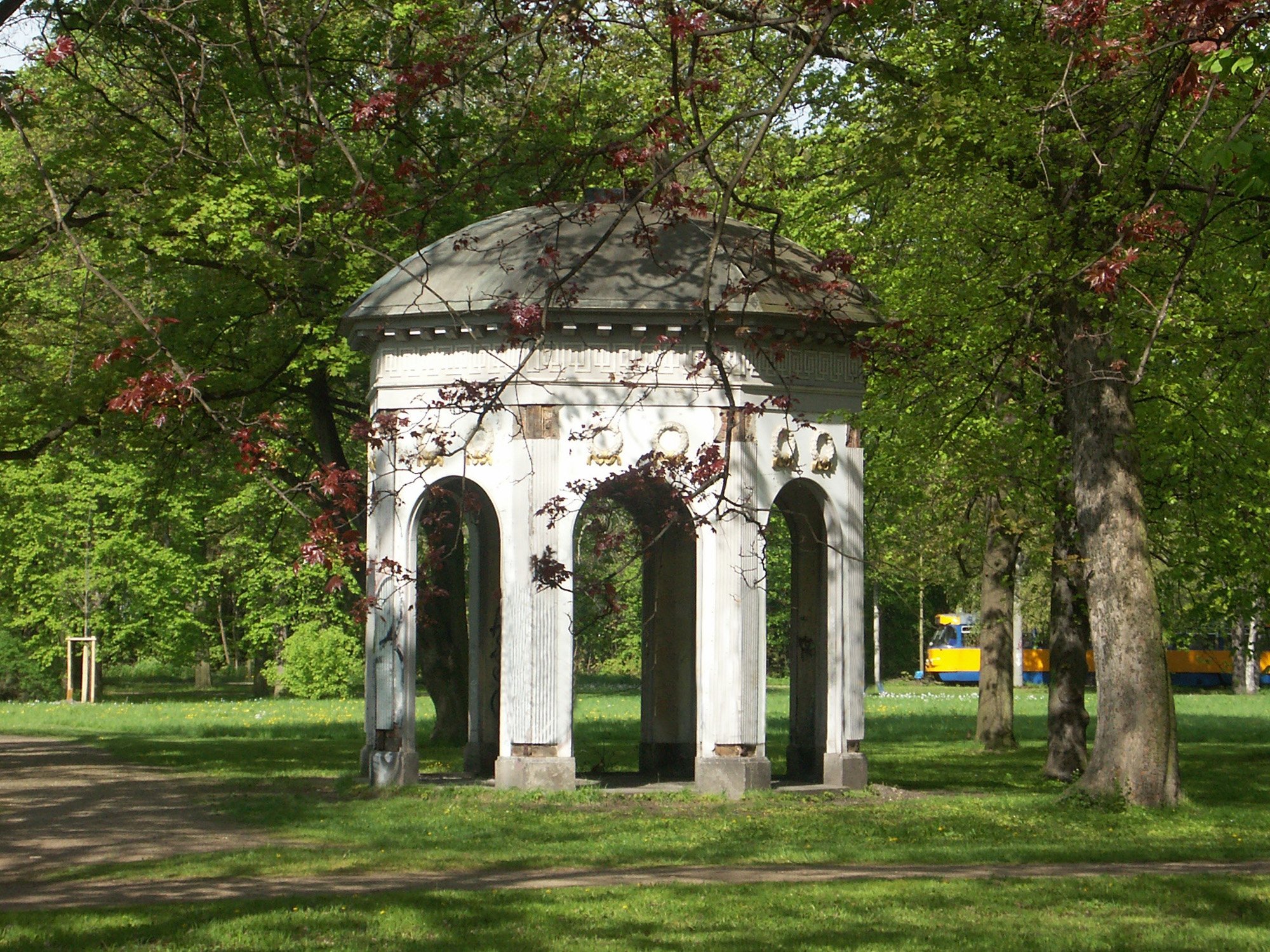
Der Pavillon aus Gerhards Garten im Clara-Zetkin-Park

1827 kam der Garten in den Besitz des Kaufmanns, Gelehrten und Dichters Wilhelm Gerhard (1780–1858). Dieser ließ die gesamte Gartenanlage im englischen Stil weiterentwickeln und mit weiteren Baulichkeiten ausstatten. Dazu gehörten ein orientalisches Badehaus, der sogenannte Gerhardsche Pavillon und Salons. Der Garten wurde nun gegen Entgelt der Öffentlichkeit zugänglich. In seinem Herrenhaus im Garten und im Pavillon empfing Gerhard bedeutende Persönlichkeiten des Geisteslebens des 19. Jahrhunderts, wie Ludwig Tieck, Friedrich Rückert, Heinrich Marschner, Albert Lortzing und Felix Mendelssohn Bartholdy. 1853 wurde im Garten das Sommertheater Tivoli errichtet, das mit einer Restauration verbunden war und bis 1859 bestand.
Nach Gerhards Tod parzellierten ab 1863 seine Erben das Gelände für eine Bebauung. In Richtung der Hauptachse des Gartens entstand 1864 die Lessingstraße und senkrecht dazu 1865 die Canalstraße (heute Teil der Thomasiusstraße). Ihr Name bezog sich dabei auf den von Karl Heine initiierten Elster-Pleiße-Kanal, über den das Material zur Herrichtung des Baugrunds von der Ausbaggerung des Karl-Heine-Kanals in Plagwitz mit Dampfschiffen herangebracht wurde.
1908 wurde im König-Albert-Park (heute Clara-Zetkin-Park) ein Pavillon aus dem ehemaligen Gerhard’schen Garten wieder aufgebaut, der vormals dort als Sonnentempel bezeichnet wurde.